# Thompson (Pensilvânia)
Thompson é um distrito localizado no estado norte-americano de Pensilvânia, no Condado de Susquehanna.

## Demografia
Segundo o censo norte-americano de 2000, a sua população era de 299 habitantes.
Em 2006, foi estimada uma população de 285, um decréscimo de 14 (-4.7%).

## Geografia
De acordo com o United States Census Bureau tem uma área de
1,1 km², dos quais 1,1 km² cobertos por terra e 0,0 km² cobertos por água. Thompson localiza-se a aproximadamente 323 m acima do nível do mar.

## Localidades na vizinhança
O diagrama seguinte representa as localidades num raio de 20 km ao redor de Thompson.